# Ràdio de galena

Esquema elèctric d'un receptor de galena.

Una ràdio de galena és un receptor de ràdio que empra un cristall semiconductor de galena, sulfur de plom(II), que permet captar els senyals de ràdio de AM (des dels 100-500 kHz ona llarga (LW), 500-1500 kHz ona mitjana i ona curta d'alguns MHz). Aquest receptor de ràdio és molt simple.
El díode detector (D-1) era constituït per una petita pedra de galena sobre la qual feia contacte un fi fil metàl·lic al qual es denominava “barba” o "bigoti de gat" (catwhisker). Aquest component és l'antecessor immediat dels díodes de germani o silici utilitzats actualment.
El funcionament d'aquest receptor, només apte per a la recepció d'AM, és bastant simple. Les ones electromagnètiques que arriben a l'antena generen en aquesta el fenomen de la inducció electromagnètica, una força electromotriu que fa recórrer un corrent per l'enrotllament primari del transformador T-1 i que s'indueix en el secundari, el qual té un condensador variable (CV) en paral·lel.
A causa del fenomen de ressonància es produeix un màxim de tensió per la freqüència de ressonància del circuit LC format per l'enrotllament secundari i el condensador variable.
El condensador es pot fer variar la freqüència de ressonància del conjunt, fent-la coincidir amb les de les diferents emissores que en cada moment es vol sintonitzar.
La resta és senzill, en estar els senyals modulats en amplitud el nivell de l'ona portadora d'alta freqüència variarà en funció del senyal modulador de baixa freqüència (veu, música, etc.) que es transmet, de manera que a la sortida del díode D-1 s'obté una tensió que variarà de la mateixa manera que el modulador i, per tant, reproducció de la baixa freqüència original, amb el que es pot escoltar en els auriculars.
La ràdio de galena rep tota l'energia necessària per a la detecció de les mateixes ones de ràdio, per la qual cosa no requereix una font addicional d'alimentació. Això porta, però, a una baixa intensitat del senyal auditiu, ja que no té amplificació.

## Construcció

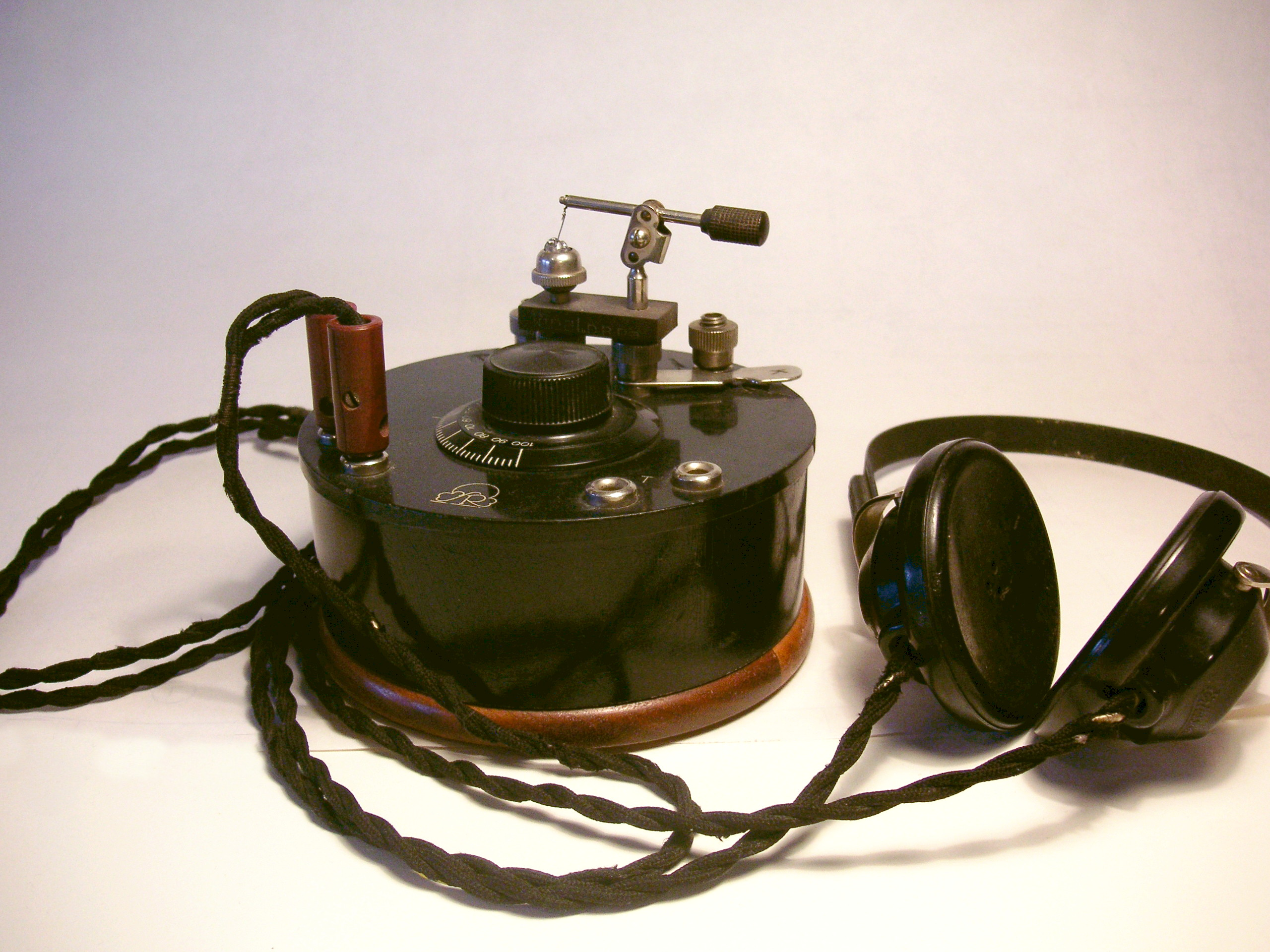
Receptor de galena.

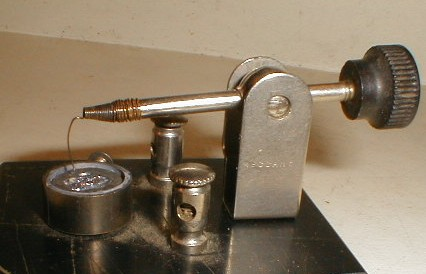
CatWhisker detector.

Una manera fàcil de construir una ràdio d'aquest tipus és amb el següent material:
- D-1: díode de senyal com a qualsevol d'aquests tipus: 1N43, 1N60, 1N60BB, 1N34A, OA81 que són de germani i poden rectificar (desmodulador) senyals petits (com 150 mil·livolts) però no el 1N4148 que és de silici.
- T-1: una bobina de nucli de ferrita, que es pot obtenir d'un receptor de ràdio rebutjat.
- CV: condensador variable de radiofreqüència, que es pot obtenir d'un receptor de ràdio rebutjat. L'ideal és que sigui de 365 pF.
- Audiòfons de 2 kΩ a 4 kΩ d'impedància. Aquestes impedàncies són millors en els detectors que funcionin amb pedra galena, pirita, magnetita o qualsevol d'aquests minerals. En el cas dels que se serveixen de detectors armats a partir de díodes de germani es poden utilitzar impedàncies grans obtenint un excel·lent nivell de so.
- Cable recobert, que actua com a antena de ràdio (es recomana de més de 30 metres).[Qui?]

### Procediment
Armar tots els components segons el diagrama, el primari de la bobina de ferrita va de l'antena a terra. Un extrem de la bobina primària va a l'antena (funcionaria a la perfecció amb una antena d'uns 30 metres de cable, però amb un llarg cable que pot envoltar una habitació funcionarà força bé) i l'altre extrem a terra. A la bobina del secundari, posem en paral·lel a terra la connexió al condensador variable, i d'aquí el díode de germani rectificador (la caiguda de voltatge és 0,3 V) que va en sèrie amb els auriculars.
En cas d'utilitzar antena aèria, mai no ha d'operar en dies de tempesta, i si les condicions del lloc presenten dies de molt vent es suggereix un circuit addicional i descàrrega d'estàtica per a l'antena, ja que aquesta pot carregar per la fricció del vent d'energia electroestàtica i generar xocs elèctrics a l'operador de ràdio.
En general no tindrà una excel·lent recepció, tampoc una bona selectivitat ni de bon tros un bon so, però afegint alguns components extres com altaveus de PC és possible construir una ràdio millor. La millor època de recepció o de propagació d'ones de ràdio és a la tardor/hivern.
Es poden utilitzar trucs, com un amplificador de guitarra per amplificar el so tot el que vulguem o uns auriculars, la targeta de so d'un ordinador si el tenim.

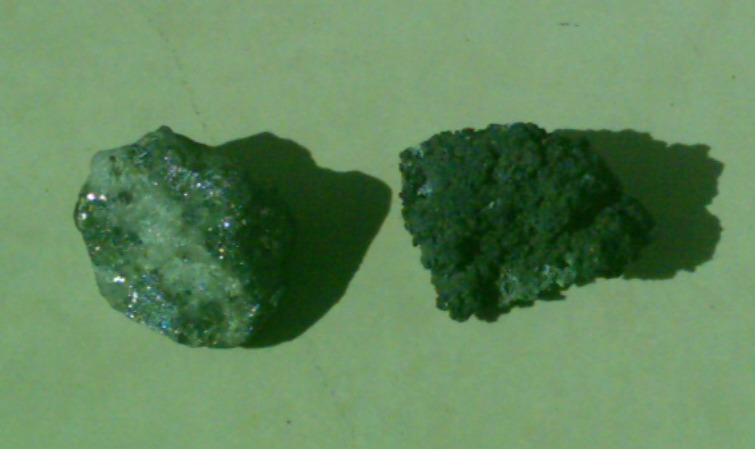
Cristalls de galena natural (esquerra) i artificial (dreta) utilitzats en ràdios primitives

### Observacions
- La bobina de ferrita pot ser substituïda per una bobina de coure i nucli dielèctric feta de la manera següent: sobre un tub de PVC de 25 mm de diàmetre enrotllar una bobina primària d'unes 32 voltes, i tot seguit, enganxada a aquesta però independent, una altra de 150 voltes de filferro de coure esmaltat d'uns 0,2 mm (o fins i tot més per evitar perdudes).
- La presa de terra que farem servir, si no tenim accessible la d'un endoll, pot ser qualsevol canonada d'aigua -evitant les de gas-. També es pot clavar a terra una vareta metàl·lica a manera d'estaca per fer de circuit de terra.
- El díode es pot substituir pel clàssic detector de bigotis de gat (CatWhisker detector), que fa ús d'un cristall de galena o pirita.